# Fulvia Plautilla
Publia Fulvia Plautilla (182 circa – Lipari, 212) fu la moglie dell'imperatore romano Caracalla, nonché augusta dell'Impero romano dal 202 al 205.

## Biografia
Figlia del prefetto Gaio Fulvio Plauziano, collaboratore stretto di Settimio Severo, sorella di Gaio Fulvio Plauzio Ortensiano.
Nel 200, per accordo dei rispettivi genitori,  fu promessa in sposa a Caracalla, che sposò giovanissima nel 202 diventando "Augusta". Lo sposo, che all'epoca aveva quattordici anni, era alquanto riluttante. Plauziano invece vi vedeva la realizzazione della sua carriera tanto che, come testimonia Cassio Dione, diede alla figlia una dote bastante per cinquanta donne di rango reale; il banchetto fu in stile imperiale e barbarico, in quanto agli invitati, tra cui c'era Cassio Dione, vennero serviti cibi crudi e vivi.
Dopo un matrimonio infelice e senza figli, dato che il marito di Plautilla si era rifiutato di mangiare o dormire con lei, le cose precipitarono a causa del carattere altero e orgoglioso di Plautilla, che riferiva ogni faccenda del marito al padre, il cui potere ormai quasi eguagliava quello dell'imperatore.
Caracalla divorziò da lei nel 205, a seguito della caduta in disgrazia e morte di Plauziano, accusato da Caracalla di congiura contro l'imperatore. 
Per ordine di Caracalla, Plautilla fu mandata in esilio a Lipari col fratello Ortensiano; i due giovani, vennero trattati abbastanza bene per alcuni anni. 
Nel 212 però, dopo la morte di Settimio Severo, padre di Caracalla, vennero giustiziati per ordine dell'imperatore. 
Per la condanna alla "damnatio memoriae" tutti i titoli e nomi di Plautilla vennero erasi dai monumenti e dai suoi ritratti.

## Iconografia

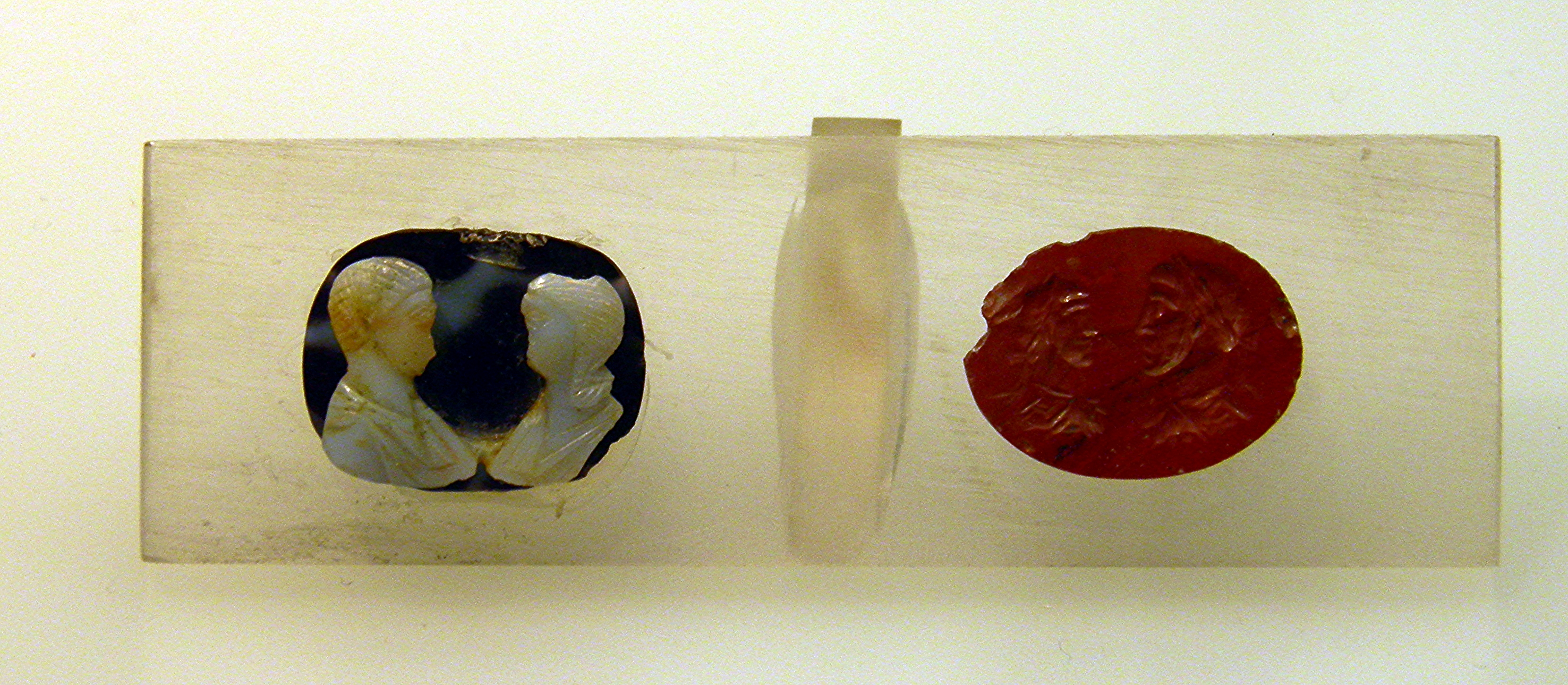
Cameo di Caracalla e Plautilla presso il Museo Romano-Germanico di Colonia

Denario ritraente Fulvia Plautilla

Sebbene fosse stata augusta per soli tre anni, Plautilla fu raffigurata su statue e monete in gran quantità. Plautilla è raffigurata come una giovane donna, con una treccia di capelli ripiegata a spire sul capo e fissata con alcune varianti nel retro del collo. A volte indossa un diadema. Le sue immagini nelle monete sono associate come d'uso per le Auguste,  alla Concordia, alla Pietas, a Giunone Lucina e a Venere vincitrice.
Sono note, tra le altre, un'iscrizione a Leptis Magna e una statua a Sparta, quest'ultima interrata di proposito, forse a seguito della damnatio memoriae che la colpì dopo la morte, a seguito della quale il suo nome e la sua immagine vennero cancellati dalle raffigurazioni pubbliche.
Le sue prime monete le sono dedicate più che coniate in suo nome, e la raffigurano con tratti di bambina, con la tipica pettinatura associata a Diana e popolare tra le giovani donne. In seguito i suoi tratti facciali divennero più adulti, ed introdusse, nelle monete coniate in suo nome, un nuovo tipo di pettinatura rimasto di moda fino al V secolo. Gli ultimi ritratti la raffigurano con la pettinatura usata dalla suocera Giulia Domna.
Il motivo per il quale Plautilla ricevette grande attenzione iconografica fu per l'influenza del padre, onorato attraverso la figlia, e per il suo ruolo di madre dei futuri eredi della dinastia dei Severi.
A seguito della sua morte e della conseguente damnatio, i suoi ritratti vennero sfigurati, con interventi capillari e attentamente programmati. Ogni riferimento a Plautilla venne rimosso dall'Arco degli Argentari a Roma, da un pannello in cui era raffigurata col padre e dalla quarta riga dell'iscrizione. Alcuni dei suoi ritratti furono rimossi ed immagazzinati con cura per un riutilizzo successivo, se è vero che esistono ritratti dell'epoca tetrarchico-costantiniana rimodellati a partire da quelli di Plautilla.